# Goephanes transversepictus
Goephanes transversepictus là một loài bọ cánh cứng trong họ Cerambycidae.